# Cymbidium erythraeum
Cymbidium erythraeum Lindl. 1859 , es una especie de orquídea epífita o litófita originaria del sur y sudeste de Asia.

## Descripción
Es una especie de orquídea de tamaño pequeño a grande, que prefiere clima cálido a frío , es epífita o litófita con pseudobulbo ovoide con 5 a 9 hojas lineal-oblongas.   Florece  en una inflorescencia erecta a horizontal, arqueada con  5 a 14 flores, y que tiene de 9,5 a 20 cm de largo, con forma de racimo, con brácteas florales lanceoladas, agudas y con vainas triangulares y con flores fragantes de 4 a 5 cm de longitud. La floración se produce a finales del verano y principios del otoño.

## Distribución y hábitat
Se distribuye por Assam, India, el este de los Himalayas, Nepal, Bután, Himalaya occidental, Birmania, China y Vietnam sobre las escarpadas orillas musgosas en lugares abiertos de bosques siempreverdes en las elevaciones de 1000 a 2400 metros.

## Taxonomía
Cymbidium erythraeum fue descrita por John Lindley   y publicado en Journal of the Linnean Society, Botany 3: 30. 1859.
Etimología
El nombre deriva de la palabra griega kumbos, que significa "agujero, cavidad".  Este se refiere a la forma de la base del labio. Según otros estudiosos derivaría del griego "Kimbe = barco" por la forma de barco que asume el labelo.
erythraeum: epíteto
Sinonimia
- Cymbidium hennisianum Schltr. 1918;
- Cyperorchis hennisiana (Schltr.) Schltr. 1924[2][3][4]

## Nombre común
- Castellano: Cymbidium de la India